# Ignaz Seipel

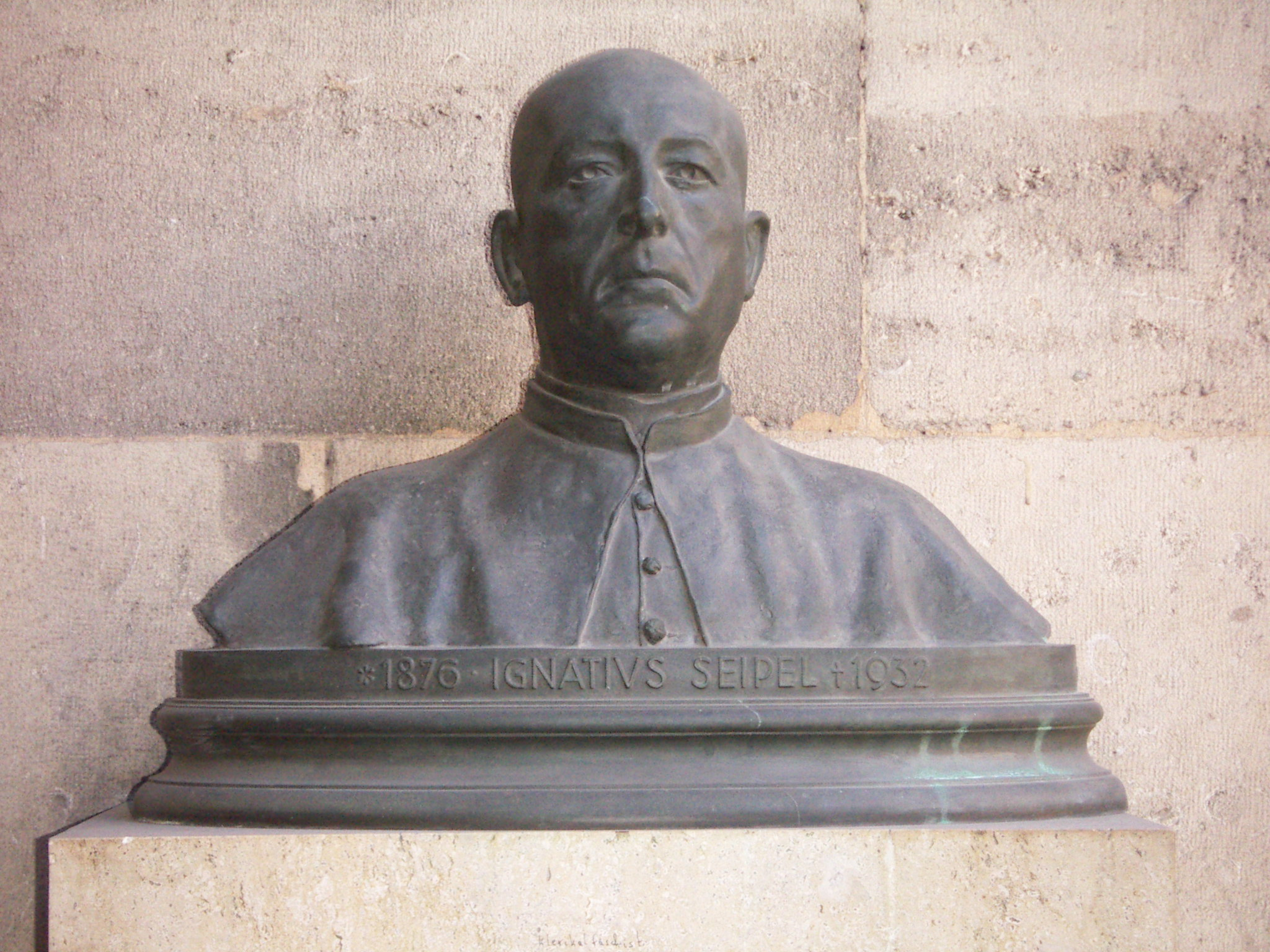
Pomnik Seipela na uniwersytecie wiedeńskim

Ignaz Seipel (ur. 19 lipca 1876 w Wiedniu, zm. 2 sierpnia 1932 w Pernitz) – teolog, ksiądz katolicki, działacz Austriackiej Partii Chrześcijańsko-Społecznej, kanclerz Austrii w latach 1922–1924 oraz 1926–1929.

## Życiorys
W 1899 r. został księdzem, w 1903 r. obronił doktorat z teologii, a w 1907 r. habilitował się, od 1909 r. był wykładowcą teologii moralnej (początkowo w Salzburgu, a od 1917 r. w Wiedniu). Z tego okresu pochodzi jego najbardziej znane dzieło, „Naród i państwo” (1916, Nation und Staat), w którym m.in. podnosił nieadekwatność marksistowskiej teorii klas wobec sytuacji narodów środkowoeuropejskich. Działał też w kręgach antywojennych. W 1919 r. został prałatem.
W ostatnim rządzie Przedlitawii, od października do listopada 1918 r. był ministrem prac publicznych i opieki społecznej. W latach 1919–1920 był członkiem zgromadzenia konstytucyjnego, później (do 1932 r.) posłem do izby deputowanych austriackiego parlamentu. Był aktywnym działaczem Austriackiej Partii Chrześcijańsko-Społecznej (CS) – miał spory udział w jej przekształceniu w 1918 r., w 1920 r. znacząco przyczynił się do zerwania „wielkiej koalicji” z Socjaldemokratyczną Partą Austrii. W latach 1921–1930 stał na czele Austriackiej Partii Chrześcijańsko-Społecznej, nieprzerwanie rządzącej krajem. Piastując tę funkcję dwukrotnie sięgał po fotel kanclerza Austrii: w latach 1922–1924 (stracił funkcję po odniesieniu rany w zamachu 1 czerwca 1924 r.) oraz 1926–1929, w 1930 r. był krótko ministrem spraw zagranicznych w rządzie Carla Vaugoina.
Był jednym z najważniejszych polityków austriackich doby pierwszej republiki. Przykładał dużą wagę do uzdrowienia sytuacji finansowej państwa, sięgając po podpisaniu protokołu Ligi Narodów po pożyczkę Ligi i wydobywając dzięki temu austriackiego szylinga z powojennej inflacji. Jako przywódca CS i kanclerz Austrii opowiadał się za rządami antymarksistowskiego bloku partii prawicowych, zwalczał socjaldemokratów i wspierał rozwój Heimwehry. Taka postawa doprowadziła do eskalacji konfliktu politycznego w Austrii i masakry w Wiedniu 15 czerwca 1927 r. Z biegiem życia coraz bardziej nie odpowiadała mu formuła austriackiej demokracji parlamentarnej i pragnął wprowadzenia rządów autorytarnych ze sobą na czele.
W stosunkach zagranicznych opowiadał się początkowo za samodzielnością polityczną Austrii, nawiązał jednak bliską współpracę z Włochami (choć w 1928 r. występował przeciwko włoskiej polityce w południowym Tyrolu wobec mniejszości niemieckiej), a w późniejszym okresie stwierdził, że nie ma możliwości prowadzenia polityki w oderwaniu od Niemiec.
Od 1929 r. jego pozycja w partii stopniowo słabła, w 1931 jej kierownictwo odrzuciło jego kandydaturę na prezydenta Austrii; w tym samym roku ogłosił propozycję powrotu „wielkiej koalicji” z socjaldemokratami, jako jedynej drogi w obliczu kryzysu gospodarczego oraz radykalizacji stosunków politycznych, która również nie znalazła uznania w kierownictwie partii.
Zmarł wskutek choroby, której się nabawił podczas podróży do Palestyny. Pozostawił po sobie wiele prac, tak teologicznych, jak i politycznych.